# La grande conquista (film 1947)
La grande conquista (Tycoon) è un film del 1947 diretto da Richard Wallace. La sceneggiatura si basa sul romanzo Tycoon di Charles  Elbert Scoggins, pubblicato a New York nel 1934.

## Trama
Johnny Munroe si reca nelle Ande per costruire una galleria di una ferrovia mineraria per Frederick Alexander, un ricco industriale duro e inflessibile. Le complicazioni sorgono quando Alexander insiste per un percorso più breve e pericoloso e quando sua figlia Maura sviluppa un interesse sentimentale per Johnny. Alexander non transige che la figlia possa amare un uomo di modeste origini per cui tenta di gettare scredito su Munroe con la complicità di suo nipote Ricky Vegas. Maura Alexander, però, vuole la sua libertà di scelta e si intestardisce a volere vedere Munroe per cui prende il cavallo e va all'incontro con Munroe ma i due restano bloccati nella foresta. Quando Frederick Alexander va in cerca della figlia, li scopre abbracciati all'addiaccio tra le rovine di un tempio per cui non vede altra uscita che organizzare controvoglia un matrimonio frettoloso tra la figlia e Munroe.
Maura, diventata moglie di Munroe, segue il marito e va a vivere sul cantiere ma le cose non vanno bene per gli incidenti che accadono e per le morti dei diversi operai. Tuttavia i due resistono sperando che le cose volgano al meglio ma Ricky fa capire a Maura che il padre li tiene sotto controllo e che usa i lavori della ferrovia, di cui è proprietario, per fare in modo che tra i due nascano dissidi e dfficoltà.
Alla fine Maura ritorna a casa per parlare con il padre che rivela come Munroe sia un fallito e scelto non per la bravura ma per i costi bassi e nel frattempo arriva anche Munroe che impone a Frederick Alexander la costruzione di un ponte al posto della fallimentare galleria voluta da Alexander da effettuare nel tempo rimanente e con i soldi rimanenti. Tuttavia Munroe, per ridurre i tempi, usa scarse misure di sicurezza per gli operai, che tratta con modi bruschi, e poche accortezze sulla stessa sicurezza del ponte. Munroe resta senza amici e lui stesso diventa cinico pur di completare nei tempi il lavoro.
Arriva un forte temporale che porta un'ondata di piena, così come Frederick Alexander sperava, Munroe si ritrova i suoi caposquadra ubriachi per la festa dell'indipendenza in corso ma corre a posare l'ultima parte del ponte per dare maggiore stabilità. Anche gli operai sono timorosi e temono il crollo per cui Munroe si ritrova solo nel momento del maggior bisogno. Ormai disilluso, ritrova alla fine le persone che realmente tengono a lui ad evitare il crollo.

## Produzione
Maureen O'Hara venne scelta all'inizio per la parte di Maura Alexander ma la RKO la assegnò al film Sinbad il marinaio.
Ambientato nelle Ande, il film venne originariamente considerato da essere girato negli Estudios Churubusco della RKO Radio Pictures in Messico, ma all'ultimo minuto la produzione fu spostata a Lone Pine in California.
Le riprese del film, prodotto dalla stessa RKO con il titolo di lavorazione In the Darkness of the Sun, durarono dal 23 gennaio al 28 aprile 1947. I costi di produzione arrivarono a 3.209.000 dollari, una cifra record per la RKO.

## Distribuzione
Il copyright del film, richiesto dalla RKO Radio Pictures, Inc., fu registrato il 13 dicembre 1947 con il numero LP1393. Due settimane dopo, il 27 dicembre, il film uscì nelle sale cinematografiche degli Stati Uniti.
Al botteghino, il film perse 1.035.000 dollari, dato che i costi di produzione superarono abbondantemente i ricavi.